# Ersun Yanal
Ersun Yanal (Smirne, 17 dicembre 1961) è un allenatore di calcio turco, tecnico dell'Amed.

## Carriera
Inizia la carriera di allenatore guidando il Sarayköyspor , per poi approdare al Denizlispor. Nel 2002 passa al Gençlerbirliği, che allena fino al 2004.
Nel 2004 viene nominato commissario tecnico della nazionale turca. Viene esonerato alla luce dei risultati negativi ottenuti nel proprio girone di qualificazione al campionato del mondo 2006.
Il 25 ottobre 2007 subentra sulla panchina del Trabzonspor, sottoscrivendo un contratto triennale. Rassegna le dimissioni il 28 aprile 2009.
Nel 2011 passa alla guida dell'Eskişehirspor, conducendolo al settimo posto in campionato.
Il 28 giugno 2013 viene nominato nuovo tecnico del Fenerbahçe. Il 27 aprile 2014, grazie al pari ottenuto contro il Rizespor, vince - con tre giornate di anticipo - il titolo, laureandosi campione di Turchia. Il 9 agosto si dimette dall'incarico per divergenze con la società.
Il 12 novembre 2014 sostituisce Vahid Halilhodžić alla guida del Trabzonspor, facendo ritorno nel club di Trebisonda. Il 1º luglio 2015 rassegna le proprie dimissioni a causa di alcuni disaccordi con la società, dovuti al reintegro in rosa di Kévin Constant, calciatore messo ai margini del progetto tecnico dall'allenatore turco nei mesi precedenti.
Il 17 maggio 2016 torna sulla panchina del Trabzonspor, firmando un contratto di due anni. Il 16 ottobre 2017 viene sollevato dall'incarico.
Il 14 dicembre 2018 viene richiamato sulla panchina del Fenerbahçe, in piena lotta per non retrocedere, dopo 15 giornate di campionato. Conduce la squadra al sesto posto finale, mancando per un punto la qualificazione all'Europa League. Viene esonerato il 2 marzo 2020, nel corso della stagione seguente, con la squadra al settimo posto.
L'11 novembre 2020 diviene il tecnico dell'Antalyaspor, che conduce alla salvezza. Nel corso della stagione successiva, il 4 ottobre 2021, viene esonerato, dopo aver ottenuto 8 punti in 8 giornate di campionato.
Il 27 febbraio 2023 subentra a stagione in corso sulla panchina dell'Alanyaspor.

## Palmarès

### Club

#### Competizioni nazionali
- Campionato turco: 1

Fenerbahçe: 2013-2014